# Abdelaziz Mouride
Abdelaziz Mouride, né en 1949 à Casablanca ou il est mort le 8 avril 2013, est un militant d'extrême-gauche marocain, auteur de bande dessinée, artiste peintre, journaliste et enseignant.
Cofondateur du mouvement du 23 mars, Mouride est emprisonné comme opposant au régime marocain, et subit la torture. Il publie d'abord une bande dessinée sur sa captivité, puis réalise d'autres bandes dessinées, et devient professeur aux beaux-arts. Il est considéré comme le père de la bande dessinée marocaine.

## Biographie
Abdelaziz Mouride est né à Casablanca en 1949.

### Opposition au régime, captivité, torture
Il manifeste précocement ses opinions politiques d'extrême gauche et son opposition au régime marocain d'Hassan II, et participe comme membre fondateur à la création du mouvement du 23 mars,. C'est un groupe marxiste-léniniste fondé à Casablanca à la suite des événements du 23 mars 1965, jour de manifestation de jeunes et d'étudiants, violemment réprimée. 
Arrêté, Mouride est condamné à vingt-deux ans de prison. Emprisonné de 1974 à 1984, il est d'abord détenu dans la prison secrète de Derb Moulay Chérif pendant un an et demi, puis emprisonné à Kenitra de 1976 à 1984. Il subit les humiliations, la torture, l'horreur quotidienne dans les prisons du régime chérifien.

### Bande dessinée clandestine

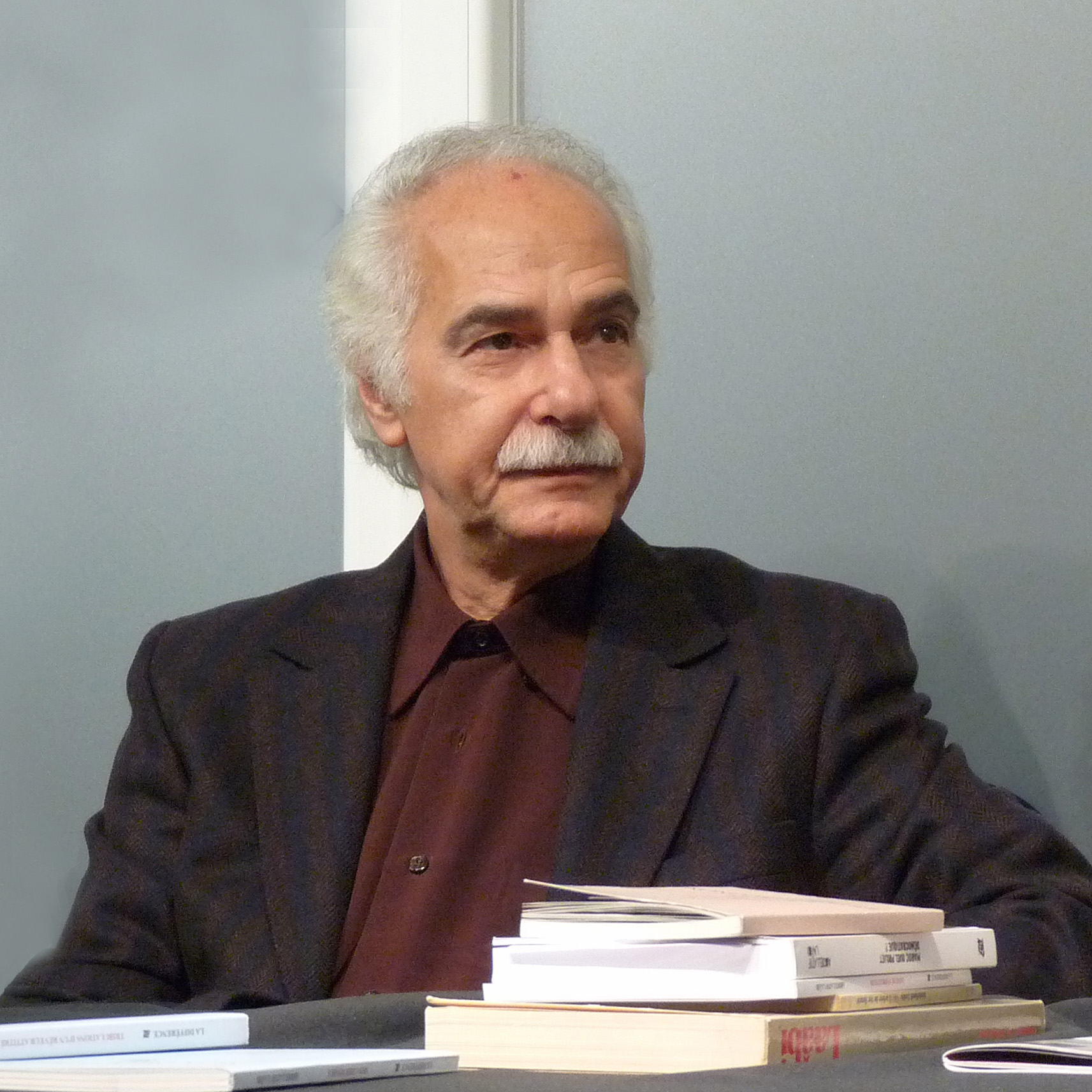
Abdellatif Laâbi, son codétenu et adaptateur.

En prison, Abdelaziz Mouride parvient à réaliser clandestinement une bande dessinée évoquant la situation des prisonniers politiques marocains, qu'il communique à l'extérieur par fragments, planche par planche au fur et à mesure des visites. Ces planches sont des suites de dessins accompagnés de commentaires en arabe. Elles évoquent la torture et les diverses horreurs de la détention.
Cette bande dessinée, intitulée Fi 'akhsha'i baladi, est diffusée discrètement en France, puis adaptée en français par son ancien codétenu Abdellatif Laâbi sous le titre Dans les entrailles de mon pays, et publiée en France en 1982.

### Journaliste, auteur de bande dessinée, professeur
À sa sortie de prison en 1984, Mouride travaille comme journaliste, notamment au Matin du Sahara. 

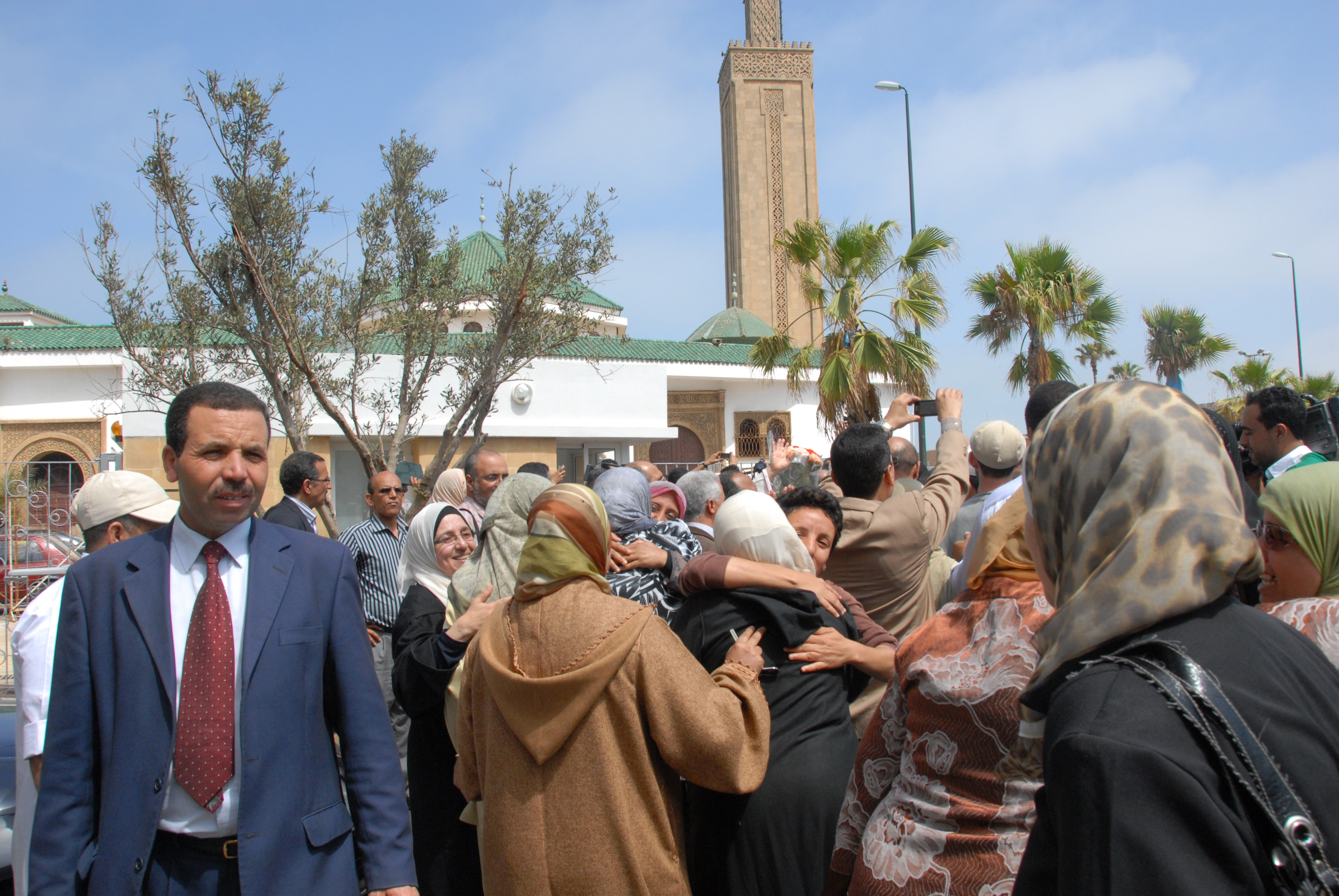
À Casablanca, joie à l'annonce de la libération de détenus politiques.

En 2000, le régime s'étant assoupli, il retravaille sa bande dessinée sur sa détention, qui est publiée sous une version enrichie portant le titre On affame bien les rats, copublié par Tank Editions et Paris Méditerranée. C'est sa bande dessinée la plus célèbre, et la première œuvre d'art illustrée sur les prisons marocaines de l'époque Hassan II. 
Professeur aux beaux-arts, Mouride lance avec ses étudiants en 2003-2004 Bled'Art, un magazine destiné à publier de jeunes auteurs marocains, qui connaît quelques numéros,. 
Il consacre ensuite une nouvelle bande dessinée, Le Coiffeur, au Maroc des années 1960, par le prisme d'un salon de coiffure,. Le personnage principal est un jeune garçon coiffeur qui raconte dans son journal ses rencontres et les événements. Sous couvert d'un ton léger, la tonalité critique est virulente envers le régime et les conditions de vie de l'époque. Mouride en assure le scénario et les dessins, Miloud Nouiga colorise, met en page et se charge de l'édition. L'album paraît en 2004 aux éditions Nouiga.
L'Institut français de Casablanca expose en 2008 une partie de ses peintures. L'exposition, dédiée à son œuvre, s'intitule « Murs et Murmures ». 
Mouride œuvre longtemps à l'adaptation en bande dessinée du roman autobiographique Le Pain nu, de Mohamed Choukri, et il le termine avant sa mort. Mais aucun éditeur ne veut le prendre en charge.
Abdelaziz Mouride meurt à Casablanca le 8 avril 2013, à la suite d'une maladie grave.
Pour Said Bouftass, « Abdelaziz Mouride était vraiment le père de la BD marocaine (...) D'un point de vue graphique et au niveau des scénarios de ces histoires, il dépassait de loin les autres BD parues avant ».

## Albums
- Fi 'akhsha'i baladi – Dans les entrailles de mon pays, scénario et dessins d'Abdelaziz Mouride, adapté en français par Abdellatif Laâbi, noir et blanc, 1982.
- On affame bien les rats, scénario et dessins d'Abdelaziz Mouride, noir et blanc, Tarik éditions, 2000, 61 planches  (ISBN 998-11-9740-8).
- Le Coiffeur, scénario et dessins d'Abdelaziz Mouride, couleurs de Miloudi Nouiga, éditions Nouiga, 2004, 45 planches  (ISBN 995-404-254-7).